# Villanueva del Campo
Villanueva del Campo là một đô thị trong tỉnh Zamora, Castile và León, Tây Ban Nha.
Villanueva del Campo là một thị trấn truyền thống nông nghiệp (ngũ cốc) và chăn nuôi (chủ yếu là cừu). Đối với ngành công nghiệp cho đến những năm 1960, đã có một ngành công nghiệp phát triển mạnh rằng đã tận dụng việc sử dụng đường sắt phổ thông chạy qua thị trấn Castilla. Do đó, chúng ta có thể tìm thấy các tòa nhà mà cho đến thời gian gần đây là một nhà máy bột trong hai xưởng đúc sắt và tejar.